# Ikara-Flinders Ranges National Park
Ikara-Flinders Ranges National Park är en nationalpark i Australien.  Den ligger i delstaten South Australia, i den centrala delen av landet, 1 100 km väster om huvudstaden Canberra. Ikara-Flinders Ranges National Park ligger 463 meter över havet.